# Списак градова у Шведској
Краљевина Шведска представља високо урбанизовану европску државу са дугом традицијом градског живота. Данас постоји нешто више 132 насеља у Шведској која имају звање града.
У оквиру државе преовлађује величина и значај главног града Стокхолма, у чијем градском подручју живи близу 20% шведског становништва. По значају се издвајају и Гетеборг и Малме.

## Назив за град
У шведском језику постоји само један назив за град, без обзира на његову величину. То је Стад (швед. јед. Stad, мн. städer).

## Историјат
До реформе локалне самоуправе 1971. године звање града се добило краљевском повељом и имало је своју тежину. Обично је доњи праг за добијање повеље била величина града - најмање 10 хиљада становника.
Од дате реформе звање града је више церемонијалног значаја, мада се појам града и даље често чује у свакодневици. Од 1971. године је основна јединица локалне самоуправе општина, која може бити и градска и сеоска и мешовита.
13 великих општина и данас у свом називу укључује назив град. То су:
| - Град Борос - Град Ваксхолм - Град Вестерос - Град Гетеборг - Град Лидинге - Град Малме - Град Мелндал | - Град Солна - Град Стокхолм - Град Сундбиберј - Град Тролхетан - Град Хапаранда - Град Хелсингборј |

## Градска подручја
Градско подручје (швед. tätort) суштински представља свако повезано изграђено насељено место са више од 200 становника. Оно може бити веће село, град или велеград.
Године 2005. било је 1.940 градских подручја у Шведској.

## Списак градова по величини
Испод је дат списак градова (истовремено и локалних самоуправа) са више од 20 хиљада становника:
→ Задебљаним словима су назначени градови са положајем седишта округа
| Р.бр. | Грб | Назив         | Матерњи назив | Становништво | Добијање повеље | Округ                    |
| ----- | --- | ------------- | ------------- | ------------ | --------------- | ------------------------ |
| 1.    |     | Стокхолм      | Stockholm     | 851.155      | 1250.           | Стокхолмски округ        |
| 2.    |     | Гетеборг      | Gothenburg    | 516.532      | 1619.           | Западнојеталандски округ |
| 3.    |     | Малме         | Malmö         | 293.909      | 1250.           | Сконски округ            |
| 4.    |     | Упсала        | Uppsala       | 190.983      | 1286.           | Упсалски округ           |
| 5.    |     | Вестерос      | Västerås      | 135.936      | 990.            | Западноманландски округ  |
| 6.    |     | Еребро        | Örebro        | 107.038      | 1200.           | Ереброски округ          |
| 7.    |     | Линћепинг     | Linköping     | 97.428       | 1287.           | Источнојеталандски округ |
| 8.    |     | Хелсинборј    | Helsingborg   | 97.122       | 1085.           | Сконски округ            |
| 9.    |     | Јевле         | Gävle         | 95.055       | пре 1446.       | Јевлеборшки округ        |
| 10.   |     | Нака          | Nacka         | 90.108       | 1949.           | Стокхолмски округ        |
| 11.   |     | Јенћепинг     | Jönköping     | 89.396       | 1284.           | Јенћепиншки округ        |
| 12.   |     | Седертеље     | Södertälje    | 86.069       | 1000.           | Стокхолмски округ        |
| 13.   |     | Норћепинг     | Norrköping    | 83.561       | 1384.           | Источнојеталандски округ |
| 14.   |     | Лунд          | Lund          | 82.800       | 990.            | Сконски округ            |
| 15.   |     | Умео          | Umeå          | 75.645       | 1622.           | Западноботнијски округ   |
| 16.   |     | Солна         | Solna         | 67.115       | 1943.           | Стокхолмски округ        |
| 17.   |     | Векше         | Växjö         | 65.000       | 1342.           | Кронобершки округ        |
| 18.   |     | Борос         | Borås         | 63.441       | 1622.           | Западнојеталандски округ |
| 19.   |     | Карлстад      | Karlstad      | 61.685       | 1584.           | Вермландски округ        |
| 20.   |     | Ескилстуна    | Eskilstuna    | 60.185       | 1659.           | Јужноманландски округ    |
| 21.   |     | Халмстад      | Halmstad      | 55.688       | 1200.           | Халандски округ          |
| 22.   |     | Сундсвал      | Sundsvall     | 49.339       | 1624.           | Западнонорландски округ  |
| 23.   |     | Борленге      | Borlänge      | 49.200       | 1944.           | Даларнски округ          |
| 24.   |     | Лулео         | Luleå         | 45.467       | 1621.           | Северноботнијски округ   |
| 25.   |     | Тролхетан     | Trollhättan   | 44.498       | 1916.           | Западнојеталандски округ |
| 26.   |     | Лидинге       | Lidingö       | 44.000       | 1926.           | Стокхолмски округ        |
| 27.   |     | Естерсунд     | Östersund     | 43.796       | 1786.           | Јемтландски округ        |
| 28.   |     | Енгелхолм     | Ängelholm     | 38.222       | 1516.           | Сконски округ            |
| 29.   |     | Сундбиберј    | Sundbyberg    | 38.180       | 1927.           | Стокхолмски округ        |
| 30.   |     | Алингсос      | Alingsås      | 37.825       | 1619.           | Западнојеталандски округ |
| 31.   |     | Фалун         | Falun         | 36.447       | 1651.           | Даларнски округ          |
| 32.   |     | Кристијанстад | Kristianstad  | 35.711       | 1622.           | Сконски округ            |
| 33.   |     | Карлскрона    | Karlskrona    | 35.212       | 1680.           | Блекиншки округ          |
| 34.   |     | Калмар        | Kalmar        | 35.170       | 1100.           | Калмарски округ          |
| 35.   |     | Шевде         | Skövde        | 34.446       | 1400.           | Западнојеталандски округ |
| 36.   |     | Нићепинг      | Nyköping      | 32.427       | 1187.           | Јужноманландски округ    |
| 37.   |     | Шелефтео      | Skellefteå    | 32.425       | 1845.           | Западноботнијски округ   |
| 38.   |     | Стренхнес     | Strängnäs     | 32.400       | 1336.           | Јужноманландски округ    |
| 39.   |     | Удевала       | Uddevalla     | 30.513       | 1498.           | Западнојеталандски округ |
| 40.   |     | Мотала        | Motala        | 29.798       | 1881.           | Источнојеталандски округ |
| 41.   |     | Ландскрона    | Landskrona    | 28.670       | 1413.           | Сконски округ            |
| 42.   |     | Ерншелдсвик   | Örnsköldsvik  | 28.617       | 1894.           | Западнонорландски округ  |
| 43.   |     | Лидћепинг     | Lidköping     | 27.941       | 1446.           | Западнојеталандски округ |
| 44.   |     | Карлскога     | Karlskoga     | 27.500       | 1940.           | Ереброски округ          |
| 45.   |     | Болнес        | Bollnäs       | 26.455       | 1942.           | Јевлеборшки округ        |
| 46.   |     | Варберј       | Varberg       | 26.041       | 1100.           | Халандски округ          |
| 47.   |     | Трелеборј     | Trelleborg    | 25.643       | 1200.           | Сконски округ            |
| 48.   |     | Маријестад    | Mariestad     | 25.000       | 1583.           | Западнојеталандски округ |
| 49.   |     | Питео         | Piteå         | 22.650       | 1621.           | Северноботнијски округ   |
| 50.   |     | Сандвикен     | Sandviken     | 22.574       | 1943.           | Јевлеборшки округ        |
| 51.   |     | Висби         | Visby         | 22.236       | 1000.           | Готландски округ         |
| 52.   |     | Венерсборј    | Vänersborg    | 21.672       | 1644.           | Западнојеталандски округ |
| 53.   |     | Хускварна     | Huskvarna     | 21.500       | 1911.           | Јенћепиншки округ        |
| 54.   |     | Катринехолм   | Katrineholm   | 21.386       | 1917.           | Јужноманландски округ    |
| 55.   |     | Кунгелв       | Kungälv       | 21.139       | 1100.           | Западнојеталандски округ |
| 56.   |     | Вестервик     | Västervik     | 20.694       | 1200.           | Калмарски округ          |
| 57.   |     | Кумла         | Kumla         | 20.456       | 1942.           | Ереброски округ          |
| 58.   |     | Енћепинг      | Enköping      | 20.204       | 1300.           | Упсалски округ           |

## Списак градова по азбучном редоследу

### А-Ђ
| - Авеста (од 1641-1686, затим од 1919) - Алингсос (1619) - Арбога (12. века) - Арвика (1911) - Аскерсунд (1643) - Болнес (1942) - Боргхолм (1816) - Борленге (1944) | - Борос (1622) - Буден (1919) - Вадстена (1400) - Ваксхолм (1652) - Варберј (1100) - Векше (1342) - Венерсборј (1644) - Вернамо (1920) | - Вестервик (1200) - Вестерос (990.) - Ветланда (1920) - Висби (1000) - Вимерби (1400) - Гетеборг (1619) - Грена (1652) |

### Е-К
| - Екше (1400) - Енгелхолм (1516) - Енчепинг (1300) - Еребро (1200) - Ерегрунд (1491) - Ерншелдсвик (1893) - Ешилстуна (1659) - Еслев (1911) - Естерсунд (1786) - Естхамар (1300) | - Истад (1200) - Јевле (1300) - Јенћепинг (1284) - Ју (1400) - Јунгби (1936) - Јурсхолм (1914) - Калмар (1100) - Карлсхамн (1664) - Карлскрона (1680) - Карлскога (1940) | - Карлстад (1584) - Катринехолм (1917) - Кируна (1948) - Крамфорс (1947) - Кристијанстад (1622) - Кристинехамн (1642) - Кумла (1942) - Кунгелв (1100) - Кунгсбака (1400) |

### Л-Р
| - Ландскруна (1413) - Лахолм (1200) - Лидинге (1926) - Лидћепинг (1446) - Ликселе (1946) - Линдесберј (1643) - Линчепинг (1287) - Лисекил (1903) - Лудвика (1919) - Лулео (1621) | - Лунд (990.) - Малме (око 1250, не пре 1256) - Маријестад (1583) - Маријефред (1605) - Марстранд (1200) - Мелндал (1922) - Мјелби (1922) - Мотала (1881) - Нака (1949) - Неше (1914) | - Нибро (1932) - Нинесхамн (1946) - Нићепинг (1187) - Нортеље (1622) - Норћепинг (1384) - Нура (1643) - Омол (1643) - Оскарсхамн (1856) - Питео (1621) - Ронеби (1387) |

### С-Ћ
| - Сала (1624) - Сандвикен (1943) - Севше (1947) - Седертеље (1000) - Седерхамн (1620) - Седерћепинг (1200) - Селвесборј (1445) - Сетер (1642) - Сефле (1951) | - Сиктуна (990.) - Симрисхамн (1300) - Сканер (1200)¹ - Скара (988.) - Солефтео (1917) - Солна (1943) - Стокхолм (1252) - Стремстад (1672) - Стренгнес (1336) | - Сундбиберј (1927) - Сундсвал (1624) - Тидахолм (1910) - Транос (1919) - Трелеборј (1200) - Троса (1300) - Тролхетан (1916) - Турсхела (1317) - Ћепинг (1474) |

¹ Сканер се у последњих сто година често сматрао делом Фалстербоа (види Сканер-Фалстербо).

### У-Ш
| - Удевала (1498) - Улрисехамн (1400) - Укселесунд (1950) - Умео (1622) - Упсала (1286) - Фагерста (1944) - Фалкенберј (1558) - Фалстербо (1200) | - Фалун (1641) - Фалћепинг (1200) - Хагфорс (1950) - Халмстад (1200) - Хапаранда (1848) - Хеганес (1936) - Хедемура (1400) - Хелсингборј (1085) | - Хернесанд (1585) - Хеслехолм (1914) - Худиксвал (1582) - Хускварна (1911) - Шевде (1400) - Шелефтео (1845) - Шенинге (1200) |